# 重丝藻属
重丝藻属（学名：Dicranema）为重丝藻科的一个属。

## 下级分类
本属包括以下物种：
- Dicranema grevillei Sonder
- Dicranema revolutum